# هونگ مین گی
هونگ مین گی (کره‌ای: 홍민기؛ زادهٔ ۱۲ مارس ۲۰۰۲) بازیگر و مدل اهل کره جنوبی است. او بیشتر به خاطر ایفای نقش در شب فرا رسیده (۲۰۲۲)، عاشق دشمنت باش (۲۰۲۴) و گروه مطالعه (۲۰۲۵) شناخته می‌شود.

## فیلم‌شناسی

### فیلم
| سال  | عنوان   | نقش    | منابع |
| ---- | ------- | ------ | ----- |
| ۲۰۲۱ | Hold Me | یون هو | [ ۲ ] |

### مجموعه تلویزیونی
| سال  | عنوان                                       | نقش              | توضیحات                     | منابع        |
| ---- | ------------------------------------------- | ---------------- | --------------------------- | ------------ |
| ۲۰۲۰ | 187 cm Male Friend and 155 cm Female Friend | مین گی           |                             | [ ۳ ]        |
| ۲۰۲۲ | ام عزیز                                     | کیم دونگ گیو     | حضور افتخاری (قسمت ۱–۲، ۱۰) |              |
| ۲۰۲۳ | شب فرا رسیده                                | جانگ هیون هو     |                             | [ ۴ ] [ ۵ ]  |
| ۲۰۲۴ | عاشق دشمنت باش                              | جوانی سوک جی وون |                             | [ ۶ ] [ ۴ ]  |
| ۲۰۲۵ | گروه مطالعه                                 | پارک گون یوپ     |                             | [ ۷ ] [ ۸ ]  |
| ۲۰۲۵ | کراشولوژی ۱۰۱                               | جین هیون اوه     |                             | [ ۹ ] [ ۱۰ ] |